# Thật lòng yêu em
Thật Lòng Yêu Em (tiếng Trung: 我是真的爱你, bính âm: Wǒ shì zhēn de ài nǐ, tiếng Anh: Love Is True) là bộ phim truyền hình Trung Quốc phát sóng vào năm 2021. Bộ phim xoay quanh cuộc sống của ba người phụ nữ, ở ba trạng thái khác nhau, với những vai trò khác nhau nhưng họ cùng phải đối mặt với áp lực xã hội về việc sinh con, cân bằng hay lựa chọn giữa sự nghiệp và cuộc sống gia đình.
Và đến ngày 19/7/2021, bộ phim chính thức được phát sóng ở Trung Quốc. Tại Việt Nam, phim được Truyền Hình K+ mua bản quyền và phát song song cùng ngày và độc quyền với Trung Quốc.
Theo Dữ liệu nghe nhìn của Cục Quản lý Nhà nước về Phát thanh, Điện ảnh và Truyền hình Trung Quốc, bộ phim sau khi phát sóng trên hai Đài Truyền hình Đông Phương và Đài Truyền hình Bắc Kinh đã giúp tỷ suất người xem của hai đài này tăng lên đáng kể, khoảng 30%, trở thành hai Đài Truyền hình dẫn đầu về lượng người xem vào khung giờ vàng trong các Đài Truyền hình vệ tinh địa phương tại Trung Quốc, đứng thứ 3 về tỷ lệ người xem lại, với mức độ gắn bó của khán giả rất cao.

## Nội dung
Phim xoay quanh câu chuyện của ba người phụ nữ ngoài 30 Tiêu Yên, Trần Kiều Nhụy và Ưu Nhã. Cùng là những quản lý được trọng dụng trong tập đoàn lớn, Tiêu Yên (Lưu Đào đóng) và Trần Kiều Nhụy (Vương Viện Khả đóng) coi nhau như đối thủ cạnh tranh.
Tiêu Yên giữ quan niệm không sinh con, theo đuổi sự nghiệp rực rỡ, là một chị đại "thét ra lửa" khiến người người vừa nể vừa sợ. Trần Kiều Nhụy thì đã có mái ấm riêng. Đúng lúc có cơ hội lên chức, cô phát hiện mang bầu. Ở nhà chăm con nhưng không lúc nào Kiều Nhụy bỏ quên khát vọng thành tựu. Ưu Nhã (Lý Niệm đóng) là bạn thân nhiều năm của Tiêu Yên. Cô là một bà mẹ bỉm sữa toàn thời gian. Hôn nhân - sự nghiệp khó cân bằng đã đặt ba người phụ nữ vào nhiều mâu thuẫn nội tại, nảy sinh xung đột lẫn nhau, ảnh hưởng tới những người xung quanh.

## Diễn viên

### Diễn viên chính
- Lưu Đào vai Tiêu Yên
- Vương Viện Khả vai Trần Kiều Nhụy
- Lý Niệm vai Ưu Nhã

### Diễn viên phụ
- Đỗ Thuần vai Mạt Minh (chồng Trần Kiều Nhụy)
- Đại Húc vai Trần Hạo Nam (chồng Ưu Nhã)
- Viên Văn Khang vai Tề Bân (đồng nghiệp của Tiêu Yên)
- Vương Thiên Thần vai Nghiêm Trực

## Phát sóng
| Kênh                                    | Quốc gia   | Ngày phát sóng                           | Thời gian phát sóng (Giờ ở Việt Nam)                                                      |
| --------------------------------------- | ---------- | ---------------------------------------- | ----------------------------------------------------------------------------------------- |
| Đài Truyền hình Đông Phương (Dragon TV) | Trung Quốc | 19 tháng 7 năm 2021 – 9 tháng 8 năm 2021 | Thứ hai – Thứ sáu: 20:30, 2 tập/ngày (hàng tuần). Thứ bảy: 20:30, 1 tập/ngày (hàng tuần). |
| Đài Truyền hình Bắc Kinh (BTV)          | Trung Quốc | 19 tháng 7 năm 2021 – 9 tháng 8 năm 2021 | Thứ hai – Thứ sáu: 20:30, 2 tập/ngày (hàng tuần). Thứ bảy: 20:30, 1 tập/ngày (hàng tuần). |
| iQIYI Trung Quốc                        | Trung Quốc | 19 tháng 7 năm 2021 – 9 tháng 8 năm 2021 | Thứ hai – Thứ sáu: 22:30, 2 tập/ngày (hàng tuần). Thứ bảy: 22:30, 1 tập/ngày (hàng tuần). |
| Tencent Video Trung Quốc                | Trung Quốc | 19 tháng 7 năm 2021 – 9 tháng 8 năm 2021 | Thứ hai – Thứ sáu: 22:30, 2 tập/ngày (hàng tuần). Thứ bảy: 22:30, 1 tập/ngày (hàng tuần). |
| Truyền hình K+ (VOD app K+)             | Việt Nam   | 20 tháng 7 năm 2021 – 9 tháng 8 năm 2021 | Thứ hai – Thứ sáu: 23:00, 2 tập/ngày (hàng tuần). Thứ bảy: 23:00, 1 tập/ngày (hàng tuần). |

- Tại Việt Nam: tập 1 và 2 đang cập nhật  MIỄN PHÍ trên Youtube Kplus Cinema; 5 tập đầu đang mở MIỄN PHÍ trên VOD app K+.

## Rating
|                | Thống kê rating của CSM63, Đài Truyền hình Đông Phương (Dragon TV) | Thống kê rating của CSM63, Đài Truyền hình Đông Phương (Dragon TV) | Thống kê rating của CSM63, Đài Truyền hình Đông Phương (Dragon TV) | Thống kê rating của CSM63, Đài Truyền hình Bắc Kinh (BTV) | Thống kê rating của CSM63, Đài Truyền hình Bắc Kinh (BTV) | Thống kê rating của CSM63, Đài Truyền hình Bắc Kinh (BTV) |
| Ngày phát sóng | Ratings (%)                                                        | Chia sẻ của khán giả (%)                                           | Xếp hạng                                                           | Ratings (%)                                               | Chia sẻ của khán giả (%)                                  | Xếp hạng                                                  |
| 2021.7.19      | 1.419                                                              | 5.26                                                               | 4                                                                  | 1.28                                                      | 4.77                                                      | 5                                                         |
| 2021.7.20      | 1.545                                                              | 5.8                                                                | 4                                                                  | 1.064                                                     | 4                                                         | 5                                                         |
| 2021.7.21      | 1.981                                                              | 7.25                                                               | 3                                                                  | 1.372                                                     | 5.03                                                      | 5                                                         |
| 2021.7.22      | 1.63                                                               | 6.03                                                               | 6                                                                  | 1.433                                                     | 5.31                                                      | 7                                                         |
| 2021.7.23      | 2.121                                                              | 7.44                                                               | 1                                                                  | 1.458                                                     | 5.11                                                      | 5                                                         |
| 2021.7.24      | 2.208                                                              | 8.38                                                               | 1                                                                  | 1.344                                                     | 5.13                                                      | 4                                                         |
| 2021.7.25      | -                                                                  | -                                                                  | -                                                                  | 1.785                                                     | 6.43                                                      | 2                                                         |
| 2021.7.26      | 2.186                                                              | 7.74                                                               | 2                                                                  | 1.391                                                     | 4.81                                                      | 4                                                         |
| 2021.7.27      | 2.169                                                              | 7.44                                                               | 1                                                                  | 1.588                                                     | 5.45                                                      | 4                                                         |
| 2021.7.28      | 2.253                                                              | 7.89                                                               | 1                                                                  | 1.258                                                     | 4.42                                                      | 5                                                         |
| 2021.7.29      | 2.128                                                              | 7.18                                                               | 1                                                                  | 1.353                                                     | 4.57                                                      | 5                                                         |
| 2021.7.30      | 2.196                                                              | 7.51                                                               | 1                                                                  | 1.549                                                     | 5.3                                                       | 5                                                         |
| 2021.7.31      | 1.837                                                              | 6.53                                                               | 3                                                                  | 1.167                                                     | 4.17                                                      | 5                                                         |
| 2021.8.1       | 1.934                                                              | 6.68                                                               | 3                                                                  | 1.132                                                     | 3.92                                                      | 5                                                         |
| 2021.8.2       | 2.193                                                              | 7.52                                                               | 2                                                                  | 1.371                                                     | 4.71                                                      | 5                                                         |
| 2021.8.3       | 2.128                                                              | 7.28                                                               | 2                                                                  | 1.276                                                     | 4.38                                                      | 5                                                         |
| 2021.8.4       | 2.129                                                              | 7.37                                                               | 2                                                                  | 1.386                                                     | 4.8                                                       | 5                                                         |
| 2021.8.5       | 2.204                                                              | 7.23                                                               | 2                                                                  | 1.258                                                     | 4.13                                                      | 5                                                         |
| 2021.8.6       | 2.052                                                              | 6.72                                                               | 1                                                                  | 1.234                                                     | 4.05                                                      | 5                                                         |
| 2021.8.7       | 2.203                                                              | 7.69                                                               | 1                                                                  | 1.249                                                     | 4.39                                                      | 5                                                         |
| 2021.8.8       | 2.428                                                              | 8.19                                                               | 2                                                                  | 1.058                                                     | 3.57                                                      | 5                                                         |
| 2021.8.9       | 2.306                                                              | 7.98                                                               | 1                                                                  | 0.818                                                     | 2.83                                                      | 7                                                         |

## Sản xuất
Bộ phim được quay hoàn toàn tại thành phố Hàng Châu, tỉnh Chiết Giang và do Công ty Điện ảnh Giải trí Đông Dương Hạo Hãn Chiết Giang (một công ty con thuộc Tập đoàn điện ảnh và giải trí Hoa Nghị huynh đệ) chịu trách nhiệm sản xuất chính. Kịch bản được viết và biên tập bởi biên kịch nổi tiếng Vương Uyển Bình cùng con gái bà Đinh Đinh. Phim được bấm máy vào ngày 22/11/2019 và chính thức được đóng máy vào ngày 13/04/2020, sau 6 tháng nỗ lực của cả đoàn làm phim tại thời điểm Đại dịch COVID-19 lây lan mạnh mẽ tại Trung Quốc.